# Orden del Mérito del Principado de Liechtenstein
La Orden del Mérito del Principado de Liechtenstein (Füstliche liechtensteinische Verdienstorden) es una orden de caballería del Principado de Liechtenstein que es otorgada por los servicios prestados al principado. El príncipe Francisco I de Liechtenstein fundó la Orden del Mérito del Principado de Liechtenstein el 22 de julio de 1937 (coincidiendo con el aniversario de su matrimonio).
La Orden al Mérito del Principado de Liechtenstein muestra en el anverso una «L» (Liechtenstein) de oro sobre fondo azul de esmalte. También de esmalte un anillo rojo (ambos son los colores nacionales del Principado). El reverso presenta, además de dicha letra, la inicial y el numeral del príncipe fundador, «F I L» (Francisco I [de] Liechtenstein), también en oro, con los colores nacionales en esmalte igualmente.

## Grados de la Orden
La orden se presenta en seis grados, además de dos medallas, de oro y de plata.
- Gran Estrella.
- Gran Cruz con Diamantes.
- Gran Cruz.
- Cruz de Comandante con Estrella.
- Cruz de Comandante.
- Cruz de Caballero
- Medalla de Oro.
- Medalla de Plata.

### Citas
1. ↑  Megan C. Robertson (9 de agosto de 2008). «Principality of Liechtenstein: Order of Merit of the Principality of Liechtenstein». Medals of the World. Consultado el 26 de abril de 2011.
2. ↑  «Golden Medal of Merit of the Principality of Liechtenstein». Medal-Medaille. Consultado el 6 de junio de 2014.
3. ↑  «Titles, Orders, Decorations». The Princely House of Liechtenstein. Archivado desde el original el 10 de junio de 2011. Consultado el 26 de abril de 2011.

- Datos: Q1483605
- Multimedia: Order of Merit of the Principality of Liechtenstein / Q1483605